# Пітер Санредам

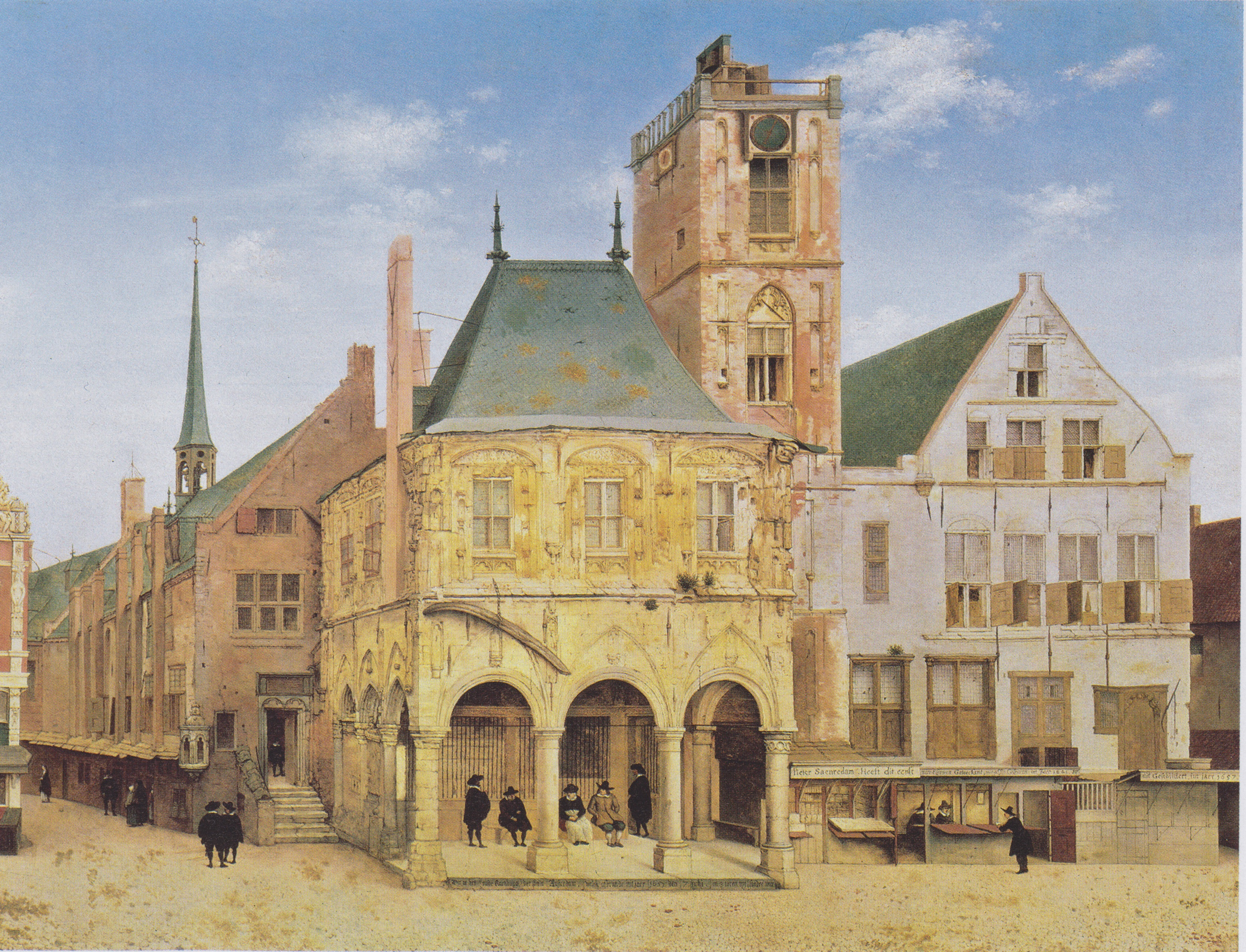
«Стара ратуша в Амстердамі», 1657. Державний музей, Амстердам

Пітер Янс Санредам (нід. Pieter Jansz Saenredam, 9 червня 1597, Ассенделфт — 31 травня 1665, Гарлем) — нідерландський живописець, рисувальник і гравер.

## Біографія
Батько Ян Санредам (Ян Пітерзон Санредам 1565–1607) — був гравером.
Син — майстер архітектурного пейзажу. Працював у Гарлемі. Зображував головним чином церковні інтер'єри та міські площі. Для церковних інтер'єрів Санредама, що створюють настрій спокою і ясності архітектурного образу, характерне зображення всього вільного простору церкви із переважанням прямої фронтальної перспективи, м'якого розсіяного світла і невеликої кількості фігур.
Вибрані твори
- «Інтер'єр церкви Сінт-Марія-керк в Утрехті», 1637, Державний музей, Амстердам;
- «Інтер'єр церкви Св. Одулфа в Ассенделфті», 1649, Державний музей, Амстердам;
- «Інтер'єр церкви Гроте-керк «Сінт-Бавонкерк» в Гарлемі», 1637, Національна галерея, Лондон;
- «Церква Св. Анни в Гарлемі», 1652, Музей Франса Галса, Гарлем.
- «Стара ратуша в Амстердамі», 1657, Державний музей, Амстердам;
- «Інтер'єр церкви Сінт Лауренскерк в Алкмарі», 1661, Музей Бойманс ван Бенінгена, Роттердам;
- «Західний фасад церкви святої Марії в Утрехті», 1662, Музей Тіссен-Борнеміса, Мадрид.